# 1484

## Починали
- 12 август – Сикст IV, римски папа